# 平田研
平田 研（ひらた けん、1967年〈昭和42年〉10月20日 - ）は、日本の建設・国土交通官僚。

## 来歴
長崎県出身。長崎県立長崎南高等学校を経て、1991年（平成3年）、東京大学法学部を卒業。同年建設省に入省。入省後、道路局総務課企画官、国土交通省大臣官房会計課企画官、都市局総務課調整室長、道路局路政課長、土地・建設産業局建設業課長などを歴任。経営事項審査の改正や公共工事品確法の作成などに携わった。
2018年（平成30年）7月15日、長崎県副知事に就任。2022年（令和4年）7月1日、長崎県議会で平田を再任する人事案が同意され、副知事に再任。翌2023年（令和5年）7月6日まで副知事を務めた。
2023年（令和5年）7月7日、国土交通省大臣官房総括審議官に就任。
2024年（令和6年）7月1日、不動産・建設経済局長に就任。
2025年7月1日（令和7年）7月1日、復興庁統括官に就任。